# WWE Battleground
WWE Battleground, з 2023 року відома як NXT Battleground - серія шоу професійного реслінгу, які проводяться промоутерською компанією WWE, що базується в Коннектикуті, США. Серія була заснована у 2013 році і шоу проводилися щорічно до 2017 року для основного ростеру WWE. Потім WWE Battleground була відроджена у 2023 році як щорічна подія для бренду розвитку талантів компанії NXT.
З 2013 по 2017 рік заходи транслювалися традиційно за принципом PPV, а з 2014 року його почали одночасно транслювати в прямому ефірі на WWE Network, який з 2023 року входить до складу підписки на Peacock. Інавгураційний захід 2013 року відбувся в жовтні і замінив Over the Limit. У 2014 році Battleground перемістився в липневий слот, ставши щорічним липневим PPV компанії. У зв'язку з розділенням ростеру на бренди, яке було знову введено в липні 2016 року, захід 2017 року проводився виключно для реслерів бренду SmackDown. Потім серію було відмінено, оскільки WWE скоротила кількість щорічних PPV і після Реслманії 34 (квітень 2018 року) припинила проводити ексклюзивні PPV-шоу для окремих брендів. Через п'ять років серію відродили у 2023 році як щорічну подію для NXT; шоу відбувалося у травні, але вже у 2024 році його перенесли на червень.

## Зовнішні посилання
- Battleground Official Website